# Dolichos smilacinus
Dolichos smilacinus är en ärtväxtart som beskrevs av Ernst Meyer. Dolichos smilacinus ingår i släktet Dolichos och familjen ärtväxter. Inga underarter finns listade i Catalogue of Life.